# Liaoning Nuzi Paiqiu Dui 2012-2013
Questa voce raccoglie le informazioni riguardanti lo Liaoning Nuzi Paiqiu Dui nelle competizioni ufficiali della stagione 2012-2013.

## Organigramma societario
Area tecnica
- Allenatore: Zhang Yuehong

## Rosa
| N° | Nome            | Ruolo | Data di nascita   | Nazionalità sportiva |
| -- | --------------- | ----- | ----------------- | -------------------- |
| 1  | Li Xiang        | S/O   | 24 marzo 1986     | Cina                 |
| 2  | Yan Ni          | C     | 2 marzo 1987      | Cina                 |
| 3  | Li Man          | S     | 16 aprile 1989    | Cina                 |
| 4  | Liu Dan         | S/O   | 29 agosto 1989    | Cina                 |
| 5  | Zhao Yang       | C     | 10 maggio 1989    | Cina                 |
| 6  | Lao Meiqi       | P     | 17 maggio 1989    | Cina                 |
| 7  | Zhang Xian      | L     | 16 marzo 1985     | Cina                 |
| 8  | Ding Xia        | P     | 13 gennaio 1990   | Cina                 |
| 9  | Wang Yimei      | S     | 11 gennaio 1988   | Cina                 |
| 10 | Chu Jinling     | S/O   | 29 luglio 1984    | Cina                 |
| 11 | Wang Chengcheng | L     | 17 maggio 1989    | Cina                 |
| 12 | Zhang Xiaochen  | S     | 19 dicembre 1988  | Cina                 |
| 15 | Ren Guizhuo     | S     | 29 ottobre 1992   | Cina                 |
| 16 | Liu Yanan       | C     | 29 settembre 1980 | Cina                 |
| 17 | Li Aitong       | C     | 30 marzo 1989     | Cina                 |
| 18 | Liu Tingting    | P     | 18 marzo 1980     | Cina                 |